# Partito della Salvezza Nazionale della Cambogia
Il Partito della Salvezza Nazionale della Cambogia, normalmente abbreviato in CNRP è stato un importante partito politico della Cambogia. 
È stato fondato nel 2012 come fusione tra il Sam Rainsy Party e il Partito dei Diritti Umani.
Il partito credeva nel rafforzamento della libertà e dei diritti umani, nell'istituzione di elezioni libere ed eque e nella difesa dell'integrità nazionale della Cambogia. Dopo le elezioni parlamentari del 2013 divenne l'unico sfidante del Partito Popolare Cambogiano.
Nel settembre 2017, il leader del CNRP, Kem Sokha, venne arrestato a causa del presunto coinvolgimento in un complotto straniero per rovesciare il primo ministro Hun Sen. Il 16 novembre 2017, la Corte Suprema della Cambogia, il cui presidente Dith Munty è un membro del comitato permanente del PPC, ha stabilito di sciogliere il partito. 
Come conseguenza della sentenza, tutti i titolari di pubblici uffici del CNRP, compresi 489 sindaci e 55 parlamentari, persero le loro posizioni e i loro posti vennero assegnati ad altri partiti. Inoltre, 118 alti funzionari del partito sono stati banditi dalla politica per cinque anni. Circa metà degli ex deputati del partito, incluso il suo vice presidente Mu Sochua, era già fuggita dalla Cambogia prima di ottobre per paura dell'arresto da parte del partito al governo. Lo scioglimento forzato del partito ha provocato la ferma condanna da parte della comunità internazionale.